# 毛大庆
毛大庆（1969年—）是一位中国企业家。优客工场创始人兼董事长、共享际创始人兼董事长。

## 生平
1969年出生于北京，1987年-1991年在东南大学建筑学院，获得建筑学学士。1991年-1993年在北京教育学院，获得外国语言系英语研修证书。
2000年任职于新加坡雅诗阁。2002年1月加入凯德置地（中国），担任凯德置地（中国）北京业务的副总经理。2009年8月，出任万科集团副总裁兼北京万科总经理，成为北京万科第9任总经理。2015年4月，从万科辞职创立共享办公企业优客工场。

## 译作
《鞋狗》，菲尔·奈特著，北京联合出版公司，ISBN 9787550284463

## 家庭
外祖父是中国建筑师毛梓尧（浙江余姚人）。父亲杜祥琬（河南开封人）是中国“两弹一星”研制的核心团队成员之一。母亲毛劍琴亦从事核武器研究工作。